# Creu del combatent voluntari

La Creu del combatent voluntari (francès: Croix du combattant volontaire) és una condecoració militar francesa, creada el 4 de febrer de 1953 per Vincent Auriol.
La llei de 4 de febrer de 1953 instituí la Creu de Combatent Voluntari de la Guerra 1939-45, fent-la de manera similar a la de la Creu del combatent voluntari de 1914-1918. Les característiques de la insígnia van ser fixades mitjançant decret de 19 de novembre de 1955.
El decret de 8 de setembre de 1981 abolí la llei de 1953, instituint la Creu del Combatent Voluntari amb les barres "Guerra 1939-1945", "Indoxina" i "Corea".
El decret de 20 d'abril de 1988 va estendre la seva atribució, tot creant la barra "Nord d'Àfrica". Finalment, el decret 2007-741 de 9 de maig de 2007 va fixar les condicions de concessió de la Creu de Combatent amb la barra "Missions Exteriors".
Cadascun dels titulars rep un diploma acreditatiu dels serveis pels quals ha estat recompensat.
La Creu del Combatent Voluntari és considerat com un títol de guerra en l'examen d'aprovació dels candidats a rebre qualsevol grau de la Legió d'Honor, la Medalla Militar o l'Orde Nacional del Mèrit.
Ha estat atorgada en les següents ocasions:
- Barra "Guerra 1939-45": 110.009.
- Barra "Indoxina": 17.926.
- Barra "Corea": 384
- Barra "Nord d'Àfrica": 4.468.
- Barra "Missions Exteriors":

## Requeriments
Creu del Combatent Voluntari amb barra "Guerra 1939-45":
- Aquells que, titulars de la targeta de combatent de la guerra 1939-45 i de la Medalla commemorativa de la guerra 1939-1945 amb la barra "Voluntari", hagin servit durant 90 dies en una agrupació combatent
- Aquells que, titulars de la targeta de combatent voluntari de la Resistència (CVR), hagin servit durant 90 dies en una agrupació combatent. Queden exclosos aquells que:
  - Tinguin la targeta de Deportat per fets de la Resistència
  - Hagin estat ferits durant el curs d'accions de la Resistència o de les Forces Franceses Lliures
  - Hagin rebut la Creu de Guerra per fets de la Resistència o amb les Forces Franceses Lliures

Creu del Combatent Voluntari amb barra "Indoxina":
- Als titulars de la targeta de combatent de la Guerra d'Indoxina i de la Medalla commemorativa de la Campanya d'Indoxina
- A aquells que, havent subscrit un contracte per la durada de la Segona Guerra Mundial, aquest es convertís a terme de combatre a Indoxina
- Els oficials de reserva admesos a servir en situació d'activitat en una unitat estacionada a Indoxina

Creu del Combatent Voluntari amb barra "Corea":
- Als titulars de la targeta de combatent de la Campanya de Corea i de la Medalla commemorativa francesa d'operacions de l'ONU a Corea

Creu del Combatent Voluntari amb barra "Àfrica del Nord":
- Als titulars de la targeta de combatent al nord d'Àfrica de la Medalla commemorativa de les operacions de seguretat i manteniment de l'ordre a l'Àfrica del Nord, mentre que servien a:
  - Tunísia: entre l'1 de gener de 1952 i el 20 de març de 1956
  - Marroc: entre l'1 de juny de 1953 i el 2 de març de 1956
  - Algèria: entre el 31 d'octubre de 1954 i el 3 de juliol de 1962

Creu del Combatent Voluntari amb barra "Missions Exteriors":
- Als participants voluntaris en missions exteriors a partir del 12 de gener de 1994, sent titulars de la targeta de combatent en operacions exteriors, condecorats amb la Medalla Commemorativa Francesa o la Medalla d'Ultramar, ambdues amb la barra corresponent, i haver servit en una unitat combatent

## Disseny
Una creu de 36mm d'ample. A l'anvers hi ha un medalló central amb la imatge d'un Poilu, amb la llegenda REPVBLIQVE FRANCAISE. La creu està coberta de fulles de roure i de llorer, formant relleu, i a més, en els braços verticals, hi ha una espasa que apunta cap a dalt.
Al revers, i a l'interior del medalló, hi ha una branca de llorer amb la inscripció COMBATTANT VOLONTAIRE. Els braços de la creu també estan coberts de fulles de llorer i roure.
Penja d'una cinta de 36mm d'ample. La cinta és vermella, amb una franja central verda de 8mm i, a 4mm de les puntes, una franja groga de 4mm (són els colors de la Legió d'Honor, la Medalla Militar i la Creu de Guerra 1939-1945).
Les barres són rectangulars, i hi figura el nom de la campanya o de l'operació per la qual s'ha obtingut: GUERRE 1939-1945, INDOCHINE, COREE, AFRIQUE DU NORD, MISSIONS EXTERIEURES.